# Christian Friedrich Schaible
Christian Friedrich Schaible (* 11. Februar 1791 in Reichenbach; † 9. Juli 1845 in Blaubeuren) war ein württembergischer Beamter und Oberamtmann.

## Leben
Schaible, evangelischer Konfession, wurde zum Schreiber ausgebildet. 1809 absolvierte er die Prüfung bei der Oberfinanzkammer, später die Dienstprüfung beim Departement des Innern.
Seine erste berufliche Stellung war die eines Substituts bei verschiedenen Stadt- und Amtsschreibereien. 1821–1832 war er Oberamtsaktuar in Riedlingen. 1832 wurde er Kanzleiassistent und ab 1. Februar 1837 wirklicher Regierungsrevisor bei der Regierung des Donaukreises Ulm; dort wurde er auch mit Kollegialhilfsarbeiten betraut. Seine letzte und wichtigste Stellung von 1838 bis 1845 war die eines Oberamtmanns in Blaubeuren.